# Нова-Кришас
Нова-Кришас (порт. Nova Crixás) — муниципалитет в Бразилии, входит в штат Гояс. Составная часть мезорегиона Северо-запад штата Гойас. Входит в экономико-статистический микрорегион Сан-Мигел-ду-Арагуая. Население составляет 11 040 человек на 2006 год. Занимает площадь 7298,795 км². Плотность населения — 1,5 чел./км².

## История
Город основан 2 февраля 1980 года. 

## Статистика
- Валовой внутренний продукт на 2003 год составляет 123 627 904,00 реалов (данные: Бразильский институт географии и статистики).
- Валовой внутренний продукт на душу населения на 2003 год составляет 11 193,11 реала (данные: Бразильский институт географии и статистики).
- Индекс развития человеческого потенциала на 2000 год составляет 0,686 (данные: Программа развития ООН).